# Елізабет Гарретт Андерсон
Елізабет Ґарретт Андерсон (англ. Elizabeth Garrett Anderson, нар. 9 червня 1836 р., пом. 17 грудня 1917 р.) — англійська лікарка, перша жінка на посаді мера у Великій Британії, активна учасниця суфражистського руху.

## Дитинство та юність
Була дочкою Ньюсона Ґарретта та сестрою Міллісент Фосетт. Освіту здобула в приватній школі. У 1860-х роках почала медичні дослідження. Проходила стажування в лікарні Middlesex у Лондоні, але їй було відмовлено в отриманні медичної освіти в більшості навчальних закладів, в які вона подала заяви. Зрештою, навчалася приватно в лондонській лікарні. Їй вдалося здобути диплом, який надавав право займатися медичною практикою. Після багатьох невдалих спроб нарешті прийнята до Товариство аптекарів (1865).

## Кар'єра
У 1866 році Елізабет Ґарретт почала працювати в диспансері Сент-Мері, що надавав медичну допомогу бідним жінкам. Цей об'єкт швидко розвивався у Новій жіночій лікарні, створеній спільно з Софією Джекс-Блейк, де Ґарретт працювала понад 20 років. 1870 року вона здобула диплом Паризького медичного університету. Того ж року була обрана до Лондонської шкільної ради як представниця округу Мерілебон. Також почала працювати у Східній Лондонській лікарні для дітей, але згодом звільнилася та присвятила себе іншій діяльності — створенню «Нової лікарні для жінок». 1871 року одружилася з Джеймсом Андерсоном, народила трьох дітей (Луїза, Маргарет і Алан).
За 19 років, з 1873 року, Ґарретт Андерсон була єдиною жінкою в Британській медичній асоціації. Вона продовжувала працювати в Новій жіночій лікарні, а 1874 року було створено Лондонську медичну школу для жінок. 1897 Андерсон обрали очільницею східно-англійського відділення Британського медичного товариства.
9 листопада 1908 року обрана мером Альдебурга, ставши першою жінкою в Англії на цій посаді. Раніше місцевим мером були її батько та чоловік. Під час перебування на посаді Андерсон проводила численні виступи про виборчі права жінок.
Померла в 1917 році і була похована в місті Альдебург.